# Sven Schacht
Sven Schacht (* 2. Dezember 1902 in Stockholm; † 11. September 1944 in Mauthausen) war ein deutscher Journalist.

## Leben
Schacht war ein Neffe des späteren Reichsbankpräsidenten Hjalmar Schacht.
Nach dem Schulbesuch studierte Schacht Literatur. 1928 promovierte er mit einer Arbeit über Schillers Wallenstein auf den Berliner Bühnen, die er seinem Onkel widmete, zum Dr. phil.
1932 trat Schacht in die NSDAP (Mitgliedsnummer 1.153.142) und in die Sturmabteilung (SA) ein. Außerdem übernahm er Führungsaufgaben in der Hitler-Jugend. Gleichzeitig gehörte er dem „Gegner“-Kreis um Harro Schulze-Boysen an.
Nach dem Reichstagsbrand vom 28. Februar 1933 befreite Schacht den zum Gegner-Kreis gehörenden Robert Jungk, der im Rahmen der Massenverhaftungen von potentiellen NS-Gegnern nach dem Brand arrestiert worden war, aus der Haft im Polizeipräsidium am Alexanderplatz, indem er dort in SA-Uniform auftrat und behauptete, Jungk sei „einer von uns“, i. e. ein SA-Angehöriger.
Im Mai 1933 kam Schacht als Mitarbeiter des Schul- und Jugendfunks nach Frankfurt am Main. Später arbeitete er als Journalist, Theater- und Filmkritiker für verschiedene Zeitungen wie die Berliner Tageszeitung und den Berliner Börsencourier.
1941 machte Schacht die deutsche Besetzung von Jugoslawien als Berichterstatter des Berliner Tageblatts mit. Spätestens zu dieser Zeit war er ein entschiedener Gegner des NS-Systems: So beschreibt Jungk ihn als einen „späten Nazigegner“ und berichtet, Schacht habe Kontakt zu kroatischen Partisanen aufgenommen. Als dies bekannt wurde, sei er von der „Wehrmachtspolizei“ (wahrscheinlich die Geheime Feldpolizei) verhaftet und „grausam hingerichtet“ worden. Eli Rothschildt erklärte in ihren Memoiren etwas abweichend, Schacht sei im „Nachrichtendienst der Nationalsozialisten“ an der deutschen Botschaft tätig gewesen und habe in dieser Stellung als „aktiver politischer Gegner der Nazis“ gewirkt, indem er Geheiminformationen an die Gegenseite weitergegeben hätte, weswegen er, als dies ruchbar wurde, als Verräter in ein Konzentrationslager gebracht und dort umgebracht worden sei. Sein Onkel habe „für ihn keinen Finger“ gerührt. Hjalmar Schacht schreibt in seinen Memoiren, sein Neffe Sven sei auf Grund von Konflikten mit den nationalsozialistischen Gesetzen im KZ Mauthausen inhaftiert worden und dort 1944 verstorben. Trotz seiner Position als Minister habe er Sven nicht helfen können, weil er selbst zu jener Zeit von Partei und Gestapo argwöhnisch beobachtet worden sei.

## Schriften
- Schillers Wallenstein auf den Berliner Bühnen (= Forschungen zur Literatur-, Theater- und Zeitungswissenschaft, Nr. 6). Kiel 1929 (Dissertation).
- Marsch auf Segesta, 1934.